# Quelles nouvelles

Quelles nouvelles est un feuilleton radiophonique québécois qui a connu une longévité et une popularité exceptionnelles.
En fait, seuls trois feuilletons radiophoniques ont été en ondes plus longtemps au Québec soient Jeunesse dorée (26 ans), Un homme et son péché  (23 ans) et Rue Principale  (22 ans).
Quelles nouvelles  fut diffusé sur les ondes de CBF, CKAC, CHLP et CHLT du 8 mai 1939 au 12 juin 1958 soit pendant 19 ans. Le feuilleton radiophonique fut diffusé tous les soirs de la semaine durant 15 minutes.
Madame Jovette Bernier en fut l'idéatrice et la scénariste pendant toute la série.

## Synopsis
Quelles nouvelles  est une émission à sketches humoristiques.
Toutefois, ce feuilleton est unique dans les annales puisqu'il peut être considéré comme la première œuvre "féministe" de la radio québécoise.
En effet, par l'humour piquant de ses sketches, Jovette Bernier cherche à égayer la vie morne des femmes au foyer. Pleine d'audace et de franchise, défiant la censure imposée par le médium, elle veut dénoncer certaines situations inacceptables et surtout défendre la cause féminine.

## Réalisation, scénario et commanditaires
- Réalisateur : Bruno Paradis et Lorenzo Godin
- Scénario : Jovette Bernier
- Commanditaire : Procter and Gamble, Coronation

## Source
- Pierre Pagé, Répertoire des œuvres de la littérature radiophonique québécoise 1930-1970. Fides, 1975
- René Legris, Dictionnaire des auteurs du radio-feuilleton québécois, Fides, 1981